# Ala 12
Ala 12, también llamada ala número 12, es una unidad militar con aviones de caza del Mando Aéreo de Combate (MACOM) del Ejército del Aire. Tiene sus instalaciones en la Base Aérea de Torrejón de Ardoz, a 23 kilómetros de Madrid. Es junto al ala 14, ala 15 y ala 46, una de las principales unidades aéreas de combate del Ejército del Aire, con experiencia en misiones internacionales desde finales del siglo XX.

## Historia[3]

### Ala 6 y el F-86
Tras los pactos de Madrid de 1953, el gobierno de Francisco Franco consigue apoyo y ayuda occidental durante la Guerra Fría a cambio de ofrecer la instalación de cuatro bases de Estados Unidos en el país. A 23 kilómetros de la capital, Madrid, tras cuatro años de trabajos desde la firma del acuerdo, entra en servicio el 1 de junio de 1957 la Base Aérea de Torrejón de Ardoz para el uso compartido con los estadounidenses.
En abril de 1958, se publica la creación del «escuadrón de caza número  61» que, dependiendo del Mando de la Defensa Aérea, comenzó a operar con el primer avión a reacción de combate en España, el North American F-86 Sabre serie F (denominación militar española «C-5», indicativo de radio militar Tenis).En total en el país se recibieron un total de más de dos centenares de F-86, la gran mayoría de segunda mano y procedentes de distintas unidades de la Fuerza Aérea de los Estados Unidos (USAF). Los últimos ocho aviones fueron instalados inicialmente en la Base Aérea de Getafe.
En mayo de 1959, el escuadrón se mueve de la base aérea de Getafe a Torrejón de Ardoz y un mes más tarde, el escuadrón cambia de nombre por  «Ala de caza número 6». Aquí es donde adopta el emblema la cara de un gato negro amenazante con el lema: «No le busques tres pies...» . Frase del refranero abreviada de la frase: «No le busques tres pies al gato», es decir, no agotar la paciencia de alguien porque se le puede llegar a enfadar o irritarle. Los F-86 del ala 12 estaban pintados con una banda blanca alrededor del morro del avión y el emblema del gato generalmente en la parte frontal derecha del fuselaje. El ala de caza llegó a contar con unos 25 F-86 y seis aviones de entrenamiento Lockheed T-33.

En 1965 pasa a llamarse «ala número 16» cuando el escuadrón con F-86 recibió 21 aviones Lockheed F-104 serie G alias Starfighter (den. mil. esp. «C-8»), un avión tipo interceptador. En Zaragoza, operando el mismo tipo de avión, el «Ala de caza número 2» pasó a llamarse «Ala número 12».

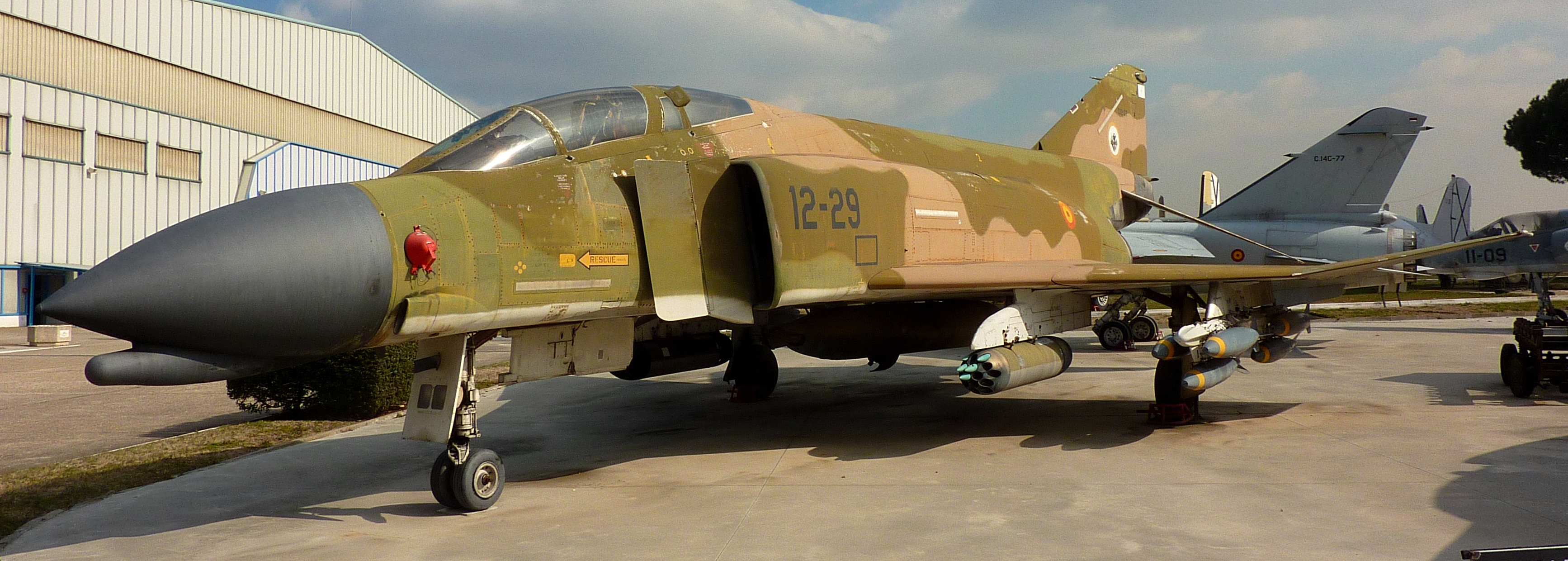
McDonnell Douglas F-4C Phantom II del ala 12.

### Ala 12 y el F-4
El 25 de marzo de 1971 adquirió la denominación de «ala de caza número  12», tras la llegada de aviones de segunda mano de la USAF -algunos de los cuales había participado en la guerra de Vietnam- para sustituir al ya veterano avión Sabre. El ala pasaba a estar formada por dos escuadrones de aviones: el escuadrón 121 con aeronaves McDonnel Douglas F-4 «Phantom II»  serie C (den. mil. esp. «C-12») y el escuadrón 104 con F-104.

En 1972, recibió el segundo escuadrón de F-4 serie C para sustituir a los anteriores F-104 y, a finales de año, se completa la dotación material con la incorporación de un nuevo avión, el Boeing KC-97L, para poder hacer reabastecimiento en vuelo compatible con los F-86 del ala y así lograr experiencia en la operación para aumentar el alcance de los aviones de combate F-4.

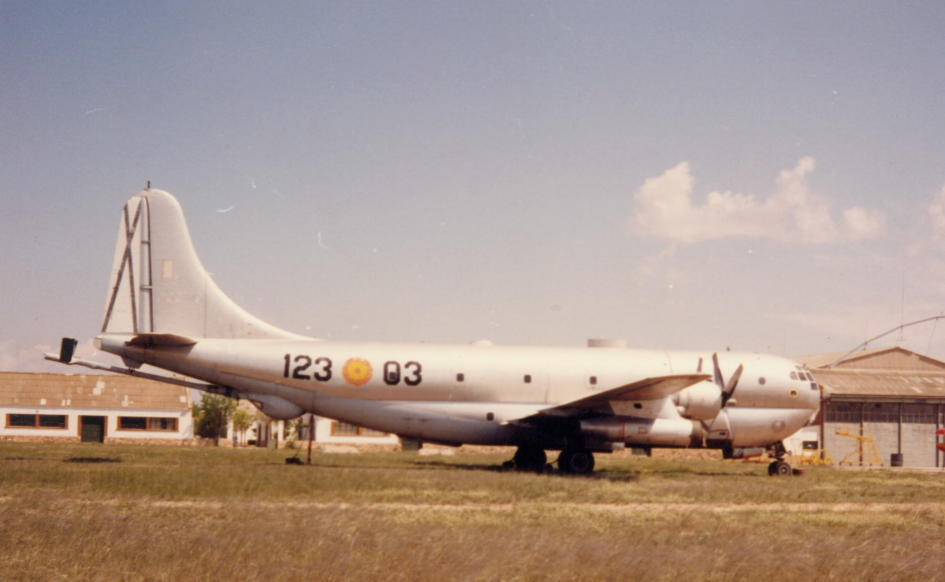
Boeing KC-97L «Stratotanker» con la numeración en el fuselaje del escuadrón 123 del ala 12.

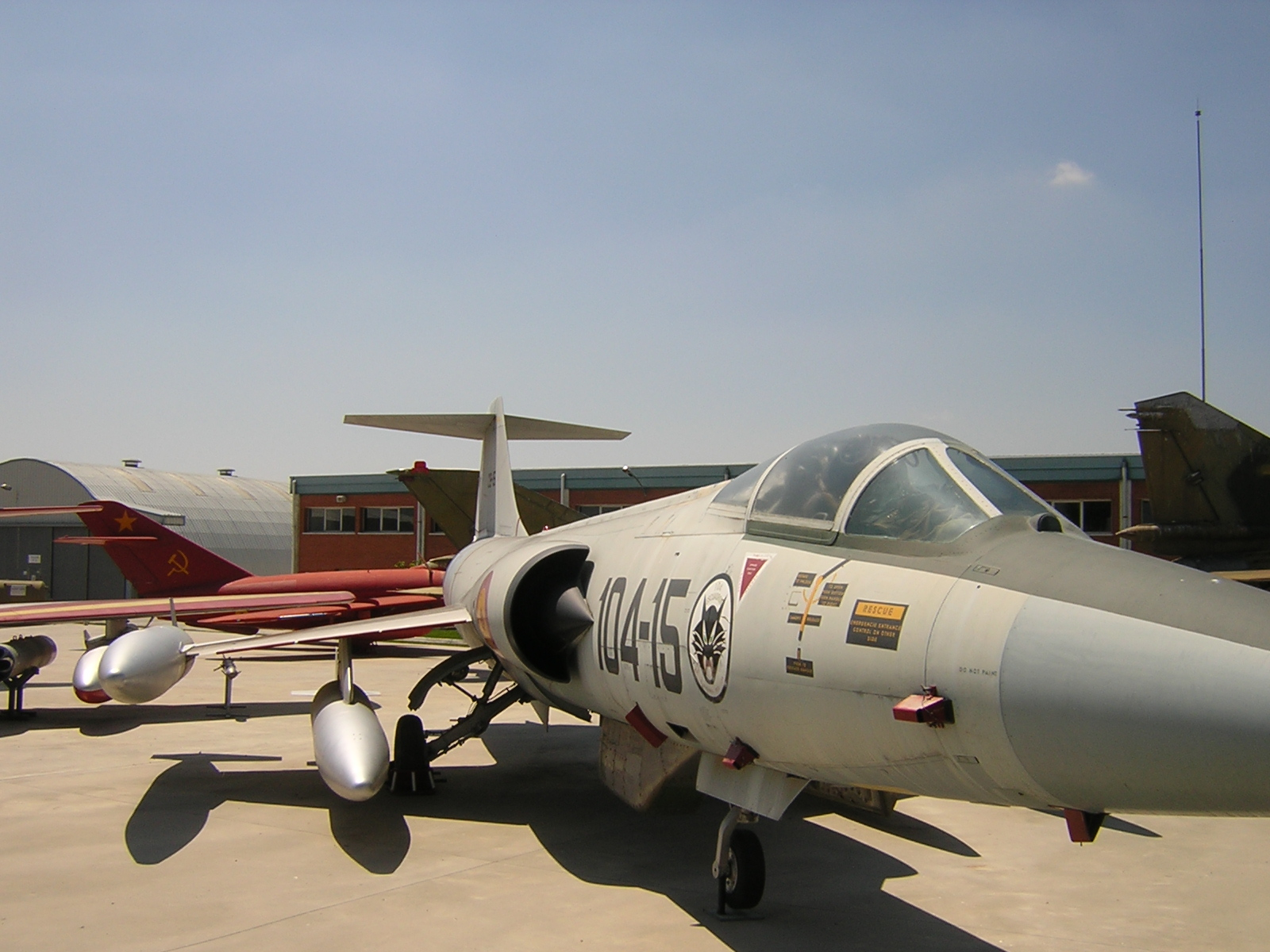
Un F-104 «Starfighter» con un emblema del ala 12 junto a la cabina.

En mayo de 1973, el ala quedó estructurada con tres escuadrones, los 121 y 122 con F-4C y el 123-K con KC-97L.
El 21 de mayo de 1972 realizarán su último vuelo en el desfile aéreo del Día de la Victoria los aviones F-104G, tras contabilizar un total de 18.000 horas de vuelo, sin un solo accidente grave.
A finales de 1976, tras más de mil horas de vuelo y cerca de un millón de litros de combustible reabastecidos en vuelo causó baja en el ala, el escuadrón 123-K con el KC-97L.
El 5 de junio de 1978, el municipio de Torrejón de Ardoz ofreció en un homenaje, el primer estandarte al ala 12, siendo madrina Sofía de Grecia y presidido por Juan Carlos I. En octubre, se incorpora al ala una escuadrilla de aviones F-4 de nuevo, pero esta vez una versión como avión de reconocimiento denominada RF-4C, integrándose estos en el escuadrón 122.

### Programa FACA y el F-18
En enero de 1989, el Ejército del Aire sustituyó los anteriores F-4 del ala por un lote de ocho RF-4C (den. mil. esp.  «CR-12»), procedentes de la Guardia Nacional de los Estados Unidos. En marzo, gracias al programa FACA, el ala empezó a recibir un novedoso avión de combate desde la Base Aérea de Zaragoza, donde llegó inicialmente de Estados Unidos.
El avión McDonnell Douglas EF-18 Hornet (den. mil. esp.  «C-15»), llegaría en versiones monoplaza (un piloto) y biplaza (dos pilotos), con un total de 36 aviones a lo largo de tres años. Con esta incorporación, el ala 12 se componía de tres escuadrones: 121 y 122 con cazas F-18 y el escuadrón 123 de reconocimiento con los ocho RF-4. A finales de 1995, llegó el segundo lote de seis RF-4C modernizados, para completar la dotación de estos aviones.

### Las misiones internacionales

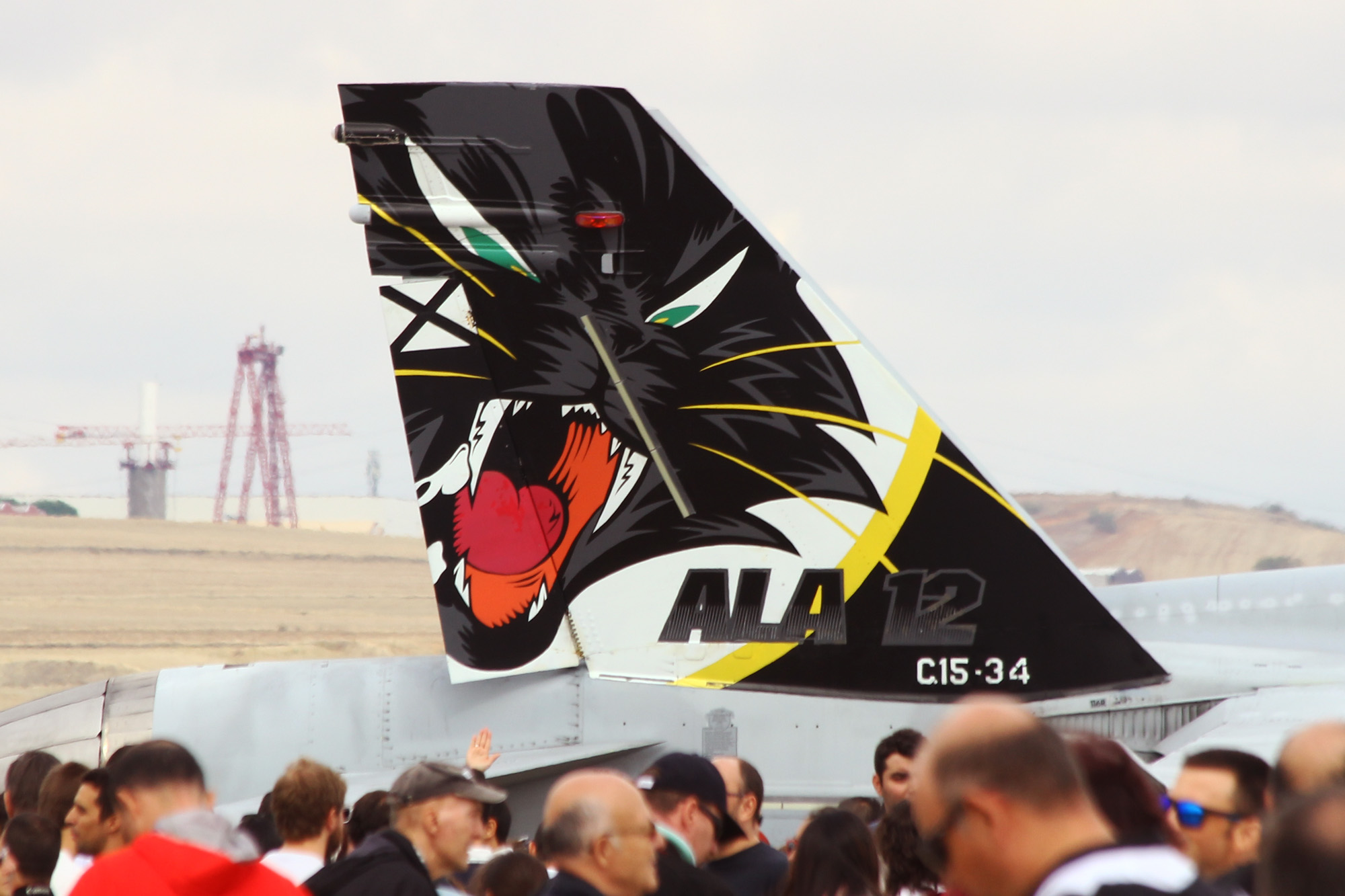
Imagen especial de la cola del F-18 C-15 número 34 del ala 12, con un diseño basado en su emblema histórico por el 50 aniversario de la creación del ala (1957-2007).

A finales del siglo XX, el ala 12 junto al ala 15, formó parte del destacamento Ícaro en la Base Aérea de Aviano en Italia, para las campañas militares en la antigua Yugoslavia. En 1995 intervino en la operación Fuerza Deliberada sobre Bosnia-Herzegovina y en 1999, en el bombardeo de la OTAN sobre Yugoslavia. Por estas acciones, gran parte del personal en el destacamento Ícaro recibió la Medalla Aérea, máxima condecoración española en tiempo de paz.
En octubre de 2002, el Ejército del Aire dio de baja los aviones RF-4C, así el ala disolvió el escuadrón 123 basado en estos aviones.
En noviembre de 2003, el ala 12 llegó a las 100.000 horas de vuelo del avión EF-18. Anteriormente con el Sabre se llegaron a las 50.000 horas, 17 000 del F-104 y 90 000 del Phantom. El 15 de octubre, el rey Juan Carlos I visitó el ala 12.
En 2004, los F-18 del ala 12 fueron los primeros en ser modernizados con un programa abreviado como MLU para actualizar equipos electrónicos y software, añadiendo nuevas características y equipos como nuevas pantallas digitales, o comunicaciones mejoradas.
A finales de 2006, la unidad superó una importante evaluación operativa realizada por la alianza OTAN, para comprobar el estado de respuesta de la unidad militar con éxito. En 2008, participó en el ejercicio Red Flag  de la Fuerza Aérea de los Estados Unidos en la Base de la Fuerza Aérea Nellis (Nevada) y por segunda vez tres años después, en Alaska.

En abril de 2008, el ala 12 celebró en un acto su 50 aniversario y fue autorizado a pintar uno de sus aviones (el C-15 número 34) con su emblema cubriendo toda la cola izquierda del avión. 

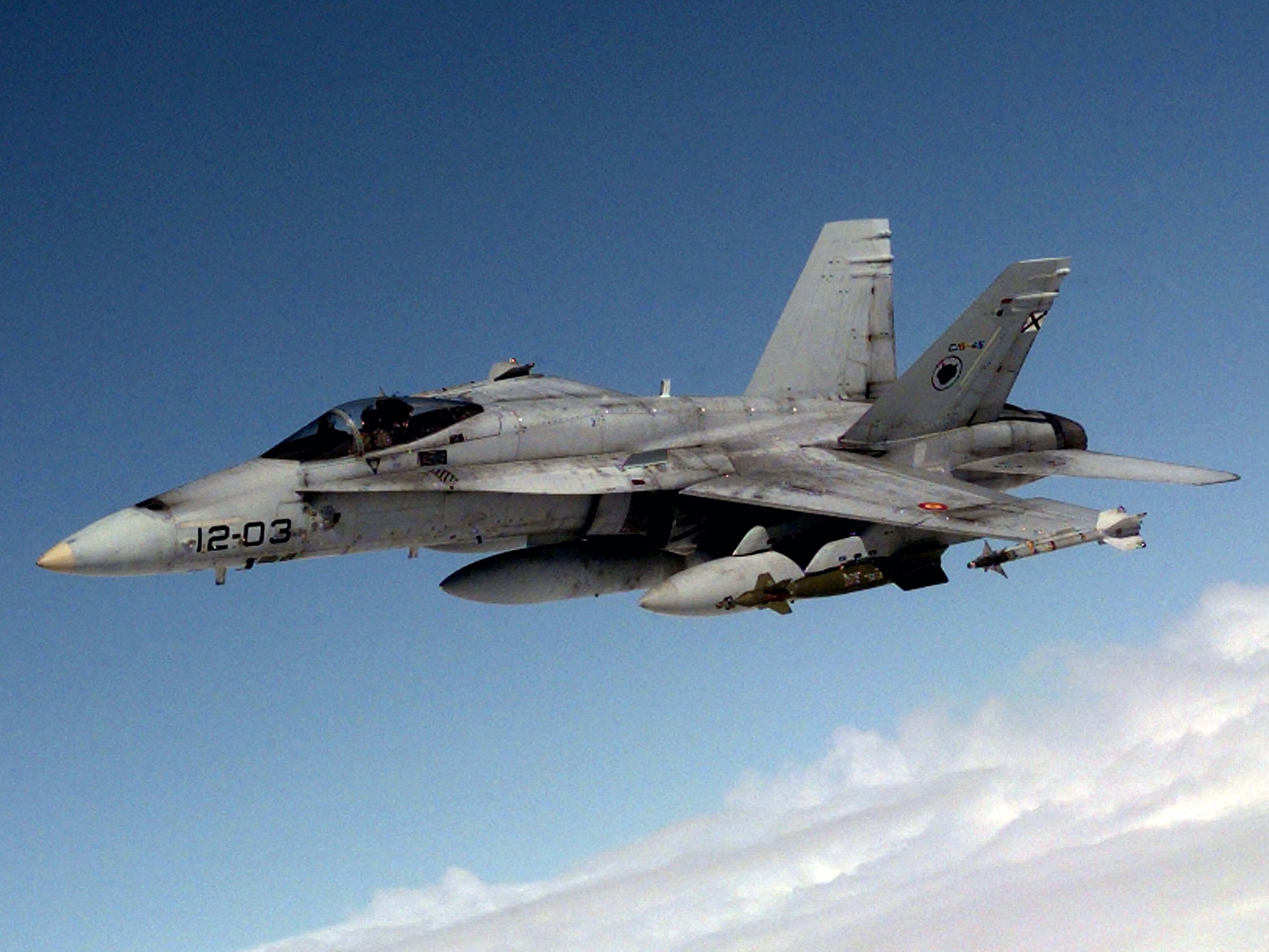
McDonnell Douglas EF-18 Hornet del Ala 12, con su emblema en una de las derivas verticales.

En mayo de 2009, el ala participó durante la operación Cruz del Sur desarrollada en Sudáfrica, para probar la integración en el avión del misil Taurus en el F-18 modernizado. Dada las condiciones especiales de las pruebas, destacaron dos F-18 del ala más otros dos del Centro Logístico de Armamento y Experimentación (CLAEX) y participaron en unos ensayos de disparos en un polígono de tiro en el distrito municipal de Overberg.
El 17 de septiembre de 2010, Príncipe de Asturias realizó una visita al ala 12.
El ala 12 participó en la intervención militar en Libia de 2011 del 19 de marzo al 6 de julio, para colaborar en el cierre del espacio aéreo en Libia, movilizando un destacamento de personal y aviones desde la Base Aérea de Decimomannu, para así realizar desde allí misiones de patrulla aérea de combate, impidiendo vuelos de aeronaves no autorizadas y proporcionando seguridad a los aviones aliados durante la campaña militar.
El 28 de octubre de 2011, el ala recibió en un acto honorífico el «Guión de la Unidad», en un acto presidido por el Jefe de Estado Mayor del Ejército del Aire.
El 3 de noviembre de 2019, el ala 12 finalizó la misión con cinco aviones en misión de policía aérea del Báltico «Baltic Air Policing» de la OTAN para vigilar el espacio aéreo en Estonia, Letonia y Lituania en la frontera con Rusia.
En febrero de 2020 un avión del ala 12 intervino en el incidente del  vuelo AC837 de Air Canada en Madrid.

## Características
El ala 12 está integrada por dos escuadrones: el 121, llamado Póker, y el 122, Tenis, ambos con aviones EF-18 serie M, cuentan principalmente con capacidad de realizar misiones de combate aéreo, ataque a objetivos terrestres  y misiones de reconocimiento aéreo táctico mediante FLIR y otros dispositivos. El ala 12 dispone de unas 600 personas.

### Servicio de Alarma Programado
Dentro de la unidad, hay un avión en «Servicio de Alarma Programado». Está permanentemente operativo y preparado para misiones llamadas de policía aérea, como medio de control del espacio aéreo de España. Está con una tripulación permanentemente disponible listo para despegar en un tiempo muy breve, junto a otras unidades desplegadas en otras bases aéreas como el ala 14 en la Base Aérea de Los Llanos o el ala 46 en la Base Aérea de Gando.

### Museo del ala 12
El ala 12 dispone de un museo de la unidad iniciativa del coronel José María Martínez Cortés en 2009. Recoge más de 50 años de su historia y tiene unos 970 m² con una exposición estática exterior en una plataforma y una interior en pabellón cubierto. Cuenta con varias aeronaves históricas del ala 12 conservadas, un avión RF-4C, un F-4 y un F-104.

## Accidentes aéreos

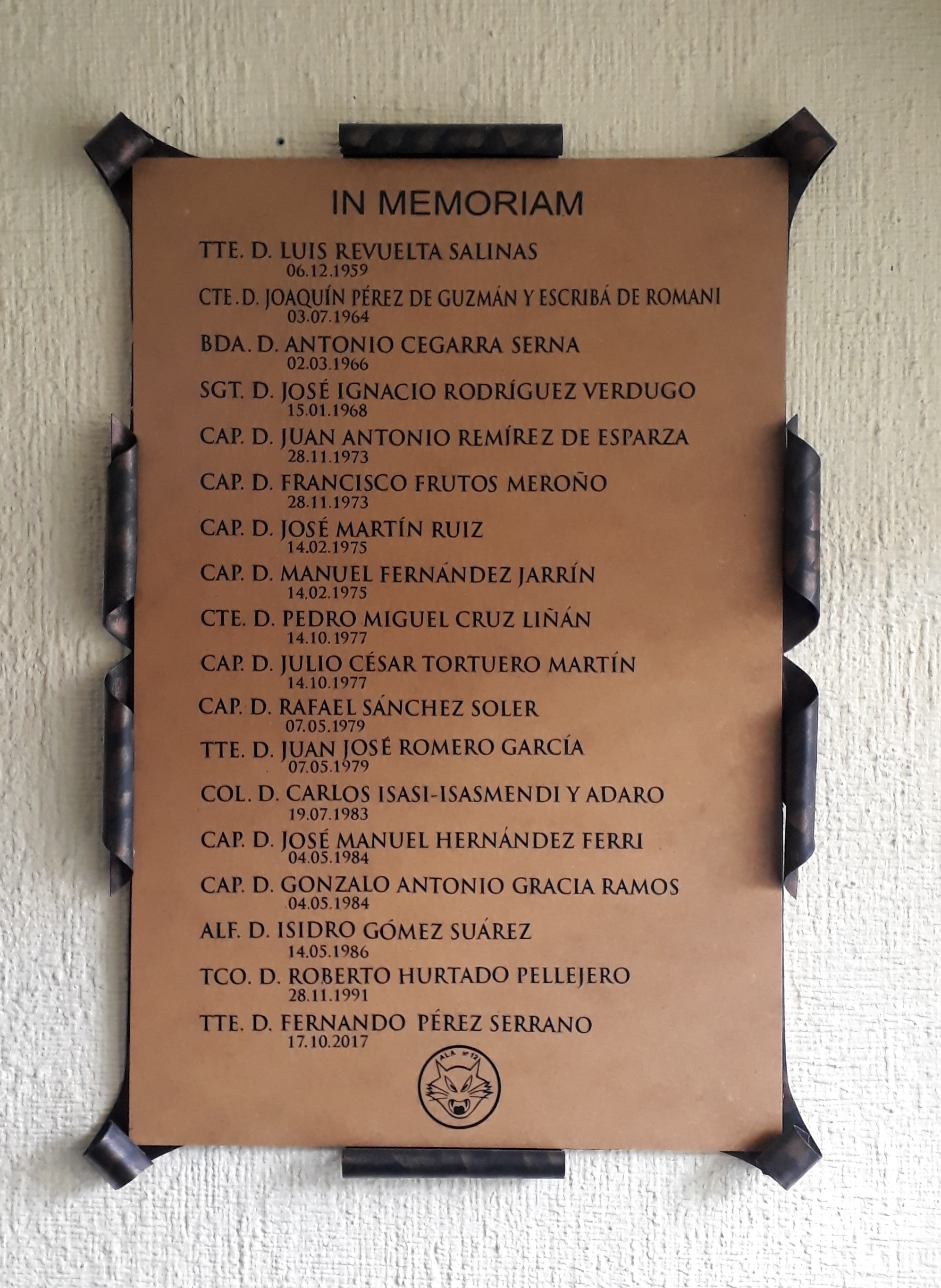
Monumento de fallecidos ubicado en las instalaciones del Ala12.

El ala número 12 ha sufrido a lo largo de su historia diferentes accidentes aéreos. Entre ellos están los siguientes:
- El 4 de mayo de 1984, un F-4 Phantom II del Ala 12 cayó en Peralejos (Teruel), los capitanes José Manuel Hernández Ferri y Gonzalo Gracia Ramos fallecieron.[13][14]
- El 28 de noviembre de 1991, un F-18 del Ala 12 cayó en el polígono de tiro de las Bardenas (Navarra), el piloto el teniente coronel Roberto Hurtado Pellejero, falleció.[15]
- El 2 de abril de 2009, un F-18 del ala 12 terminó estrellado en el suelo en el polígono de tiro de las Bardenas. En esta ocasión, el piloto activó el asiento eyectable y se salvó.[16]
- El 17 de octubre de 2017 un F-18 del ala 12, al poco de despegar, tuvo un accidente y terminó estrellado en el suelo. Murió el piloto teniente Fernando Pérez Serrano con 26 años, era el primero de la 65.ª promoción de oficiales y fue condecorado con la Cruz del Mérito Aeronáutico. En 2019, la Comisión de Investigación Técnica de Accidentes de Aeronaves Militares (CITAAM) presentó un informe técnico donde se informaba de una cadena de errores: en el interior del motor derecho se hallaron restos de una llave de acero olvidada por alguien, presencia de ruidos extraños al arrancar los dos motores o el intento de volver a recuperar la aeronave.[17][18] Fue el tercer accidente aéreo del Ejército del Aire en seis meses.
- El 4 de octubre de 2024, sobre las 13:00 de la tarde, se estrelló un F-18 cerca de Peralejos (Teruel). El piloto, Pablo Estrada Martín (teniente coronel), falleció lamentablemente al no poder eyectarse.

## Escuadrones
1. Escuadrón 121. Opera los McDonnell Douglas EF-18 Hornet
2. Escuadrón 122. También opera los McDonnell Douglas EF-18 Hornet